# 가상 데스크톱

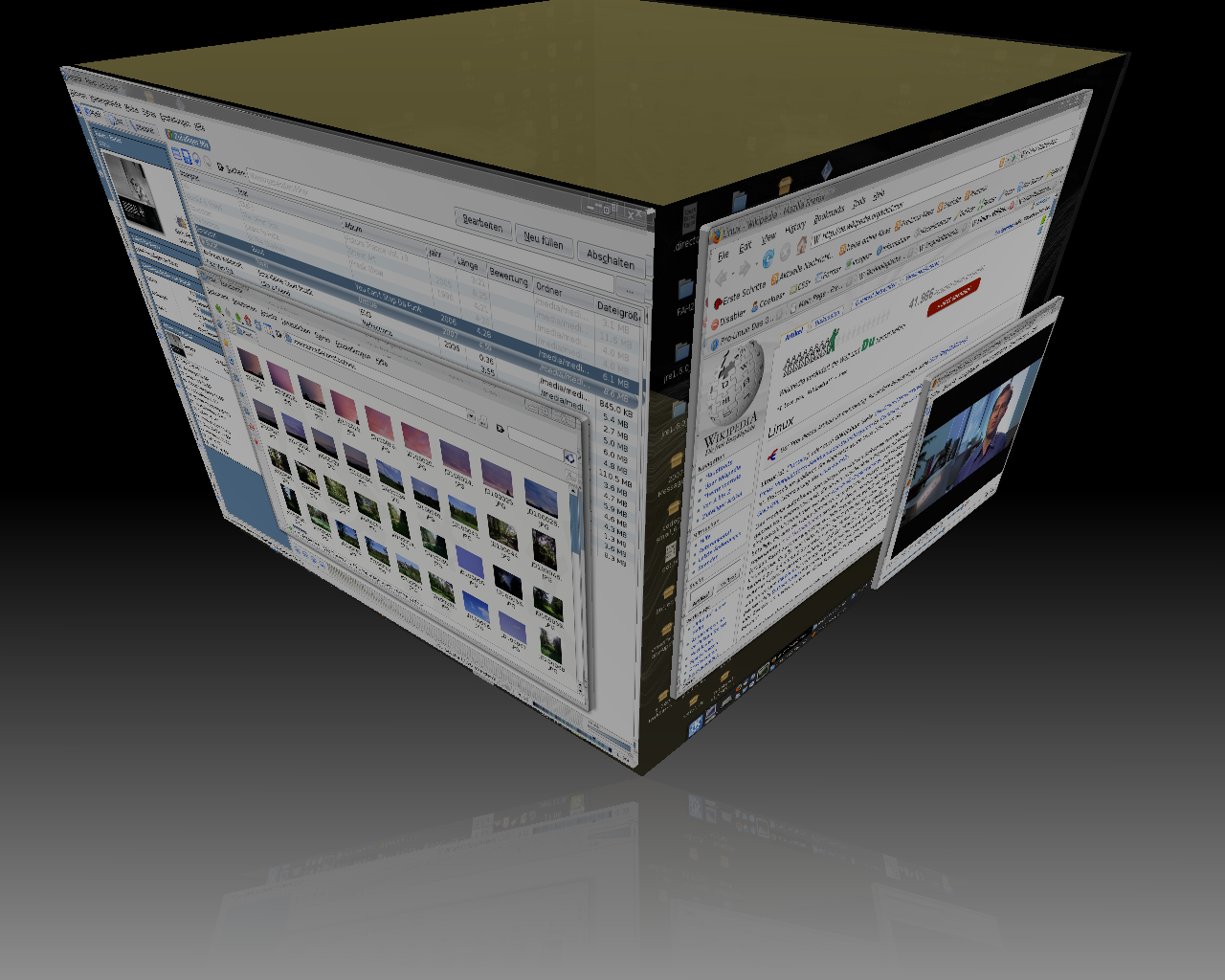
큐브 형태로 렌더링된 가상 데스크톱

가상 데스크톱 또는 버추얼 데스크톱(virtual desktop)은 컴퓨팅에서 보통은 WIMP 패러다임 내에서 사용자 인터페이스의 관점에서 사용되는 용어로, 소프트웨어를 이용하여 컴퓨터의 데스크톱 환경의 가상 공간이 컴퓨터 모니터의 디스플레이 영역의 물리적 제한을 넘어서서 확장되는 것을 의미한다. 이것은 데스크톱 영역의 제한을 보완하며 실행 중인 그래픽 애플리케이션의 어수선함을 줄여주는데 도움을 준다.

## 같이 보기
- 데스크톱 가상화